# 亞述尼拉里五世
亞述尼拉里五世（英語：Ashur-nirari V）（？—前745年），新亚述时期亚述国王（公元前755年—公元前745年在位），他统治时期，君权旁落。公元前746年起义爆发，他于次年战争中兵败身亡。